# 最高血中濃度
最高血中濃度（maximum plasma concentration，Cmax）とは、薬物を投与した後、2回目の投与を行う前に、血中において薬物が到達する最大濃度の事である。薬物動態学における標準的な測定値である。

## 説明
Cmaxは、Cminの反対語である。関連する薬物動態パラメータであるtmaxは、Cmaxが観察される時間である。
静脈内投与の場合、投与後は常に濃度が低下する為、Cmaxおよびtmaxは実験プロトコルに密接に依存する。しかし、経口投与の場合、Cmaxおよびtmaxは、薬物の吸収度合い、吸収速度、薬物の体内動態に依存する。これらは、同一薬物における異なる製剤の特性を明らかにする為に使用する事が出来る。
短期的な薬物の副作用は、Cmax付近で発生する可能性が最も高く、一方、持続的な作用時間を持つ薬物の治療効果は、通常、Cminをやや上回る濃度で発生する。
Cmaxは、後発医薬品と先発医薬品の生物学的同等性（BE）を示す為にしばしば測定される。 FDAによると、医薬品の品質に関するバイオアベイラビリティ（BA）およびBEは、全身への曝露を反映したAUCやCmax等の薬物動態学的測定値に依存している。

## 参考資料
1. ↑  “ライフサイエンス辞書: 最高血中濃度”. lsd-project.jp. 2021年8月22日閲覧。
2. ↑  Tracy TS (2004). “Pharmacokinetics”. Modern pharmacology with clinical applications. Hagerstwon, MD: Lippincott Williams & Wilkins. p. 49. ISBN 0-7817-3762-1
3. ↑  Amy Newlands. “Statistics and Pharmacokinetics in Clinical Pharmacology Studies”. 2013年11月13日時点のオリジナルよりアーカイブ。2021年8月22日閲覧。
4. ↑  “A short introduction to pharmacokinetics”. Eur Rev Med Pharmacol Sci 6 (2-3):  33–44. (March 2002). PMID 12708608.
5. ↑  “The bioequivalence of highly variable drugs and drug products”. Int J Clin Pharmacol Ther 43 (10):  485–98. (October 2005). doi:10.5414/cpp43485. PMID 16240706.
6. ↑  “Bioavailability and Bioequivalence Studies for Orally Administered Drug Products — General Considerations”.   FDA. 2021年2月18日閲覧。